# Mitja Prešern
Mitja Prešern, slovenski športni pedagog in plavalni trener, * 19. januar 1927, Ljubljana, † 19. april 1995, Ljubljana.
Bil je selektor državne reprezentance v plavanju, avtor številnih publikacij in novinar.

## Šolanje
Po maturi leta 1946 na Realki na Vegovi v Ljubljani je najprej študiral slavistiko na Univerzi v Ljubljani (nedokončan študij) in se nato izpopolnjeval za poklic trenerja v Beogradu, kjer je diplomiral na Državnem institutu za fiskulturu – DIF.

## Zaposlitev
Po tekmovalni karieri je postal uspešen športni pedagog. S pedagoškim poklicem je začel na osnovni šoli v Šentvidu v Ljubljani, kasneje pa je učil športno vzgojo na gimnaziji Šentvid in Višji šoli za zdravstvene delavce v Ljubljani. Konec šestdesetih let se je zaposlil na Šolskem centru za telesno vzgojo v Ljubljani in bil direktor te ustanove petnajst let do upokojitve leta 1987. Ta center je izvajal strokovno izobraževanje vzgojiteljev, vaditeljev in trenerjev za telesno vzgojo in je leta 1983 za "Pomembno delo pri vzgoji strokovnih kadrov" prejel Bloudkovo nagrado. Prešern je predaval na številnih izobraževanjih in strokovnih seminarjih za športne delavce in trenerje ter bil mentor za plavanje na ljubljanski Visoki šoli za telesno kulturo.
Mitja Prešern je kot novinar in urednik sodeloval pri športnem tedniku Polet, kjer je bil leto dni glavni urednik in je pokrival področje plavanja. Kasneje je novinarske prispevke s področja plavanja objavljal pri Slovenskem poročevalcu in kasneje njegovem nasledniku Delu in v Ljubljanskem dnevniku. Občasno je na Radioteleviziji Slovenije kot športni komentator spremljal pomembna plavalna tekmovanja. Kot urednik in avtor je sodeloval pri vrsti športnih publikacij.

## Funkcije v slovenskem športu
Mitja Prešern je svojo športno pot začel pri plavalnem klubu Ilirija in je leta 1946 postal republiški prvak Slovenije v disciplini 100 metrov prsno. Naslednje leto je že postal tudi trener plavalne ekipe in se je s trenerstvom ukvarjal vse življenje. Leta 1948 je ekipa plavalcev, ki jo je treniral skupaj s soprogo Lidijo Prešern, osvojila prvo mesto na republiškem prvenstvu v plavanju, prvo mesto na mladinskem državnem prvenstvu, na ekipnem državnem prvenstvu pa so dosegli drugo mesto. Leta 1951 je bil tehnični referent Plavalne zveze Slovenije in nato 25 let amaterski trener pri Plavalnem klubu Ljubljana. Leta 1964 je skupaj s soprogo Lidijo Plavalni klub Ljubljana pripeljal do osvojitve prvega mesta na državnem prvenstvu v plavanju in ta uspeh ponovil leto kasneje. To je bilo prvič, da je slovenski klub osvojil naziv ekipnega državnega prvaka v plavanju in je zato prejel leta 1965 Bloudkovo nagrado. Pod njegovim vodstvom se je plavalec Danijel Vrhovšek na olimpijskih igrah v Ciudad de México leta 1968 uvrstil v polfinale v disciplini 100 metrov hrbtno. Od leta 1977 do 1984 je bil zvezni kapetan plavalne reprezentance Jugoslavije in član olimpijskega komiteja ter je spremljal državno reprezentanco na olimpijske igre v Montreal leta 1976. Pri Zvezi za telesno kulturo Slovenije je bil predsednik odbora za kvalitetni šport. Več desetletij je bil eden najbolj cenjenih strokovnjakov za plavalni šport v Jugoslaviji in je sodeloval pri Jugoslovanskem leksikonografskem zavodu za področje športa in plavanja. Njegove zbirke lestvic rezultatov in plavalcev za vse discipline in starostne skupine so bile desetletja nepogrešljiv vir statističnih podatkov za področje plavanja. 

## Nagrade in priznanja
Leta 1972 je prejel Bloudkovo plaketo "za razvoj plavalnega športa, organizacijsko in strokovno delo v telesni kulturi", leta 1984 pa Bloudkovo nagrado »za pomembno organizacijsko in strokovno delo, zlasti v plavanju«.  Poleg tega je leta 1974 je prejel od predsednika SFRJ odlikovanje reda zaslug za narod s srebrno zvezdo. Zveza za telesno kulturo Jugoslavije mu je leta 1976 podelila značko SFKJ kot znak priznanja za "izredno predanost in zlasti prispevek k napredku telesne kulture v SFRJ". Leta 1981 je prejel diplomo Telesnokulturne skupnosti Ljubljana "za dolgoletno uspešno delo in dosežke v telesni kulturi".